# Swartzia linharensis
Swartzia linharensis é uma espécie de planta do gênero Swartzia e da família Fabaceae.

## Taxonomia
A espécie foi descrita em 2001 por Vidal de Freitas Mansano. O espécime tipo é de Linhares, no Espírito Santo, e seu epíteto específico linharensis alude à localidade.

## Forma de vida
É uma espécie terrícola e arbórea.

## Conservação
A espécie faz parte da Lista Vermelha das espécies ameaçadas do estado do Espírito Santo, no sudeste do Brasil. A lista foi publicada em 13 de junho de 2005 por intermédio do decreto estadual nº 1.499-R.

## Distribuição
A espécie é endêmica do Brasil e encontrada no estado brasileiro do Espírito Santo. A espécie é encontrada no domínio fitogeográfico de Mata Atlântica, em regiões com vegetação de floresta ombrófila pluvial.